# Santiváñez (plaats)
Santiváñez (Quechua: Santiwañis) is een plaats in het departement Cochabamba, Bolivia. Het is de hoofdplaats van de gelijknamige gemeente, gelegen in de Capinota provincie. 
In de gemeente Santiváñez spreekt 93,7 procent van de bevolking Quechua.

## Bevolking
| Jaar | Populatie |
| ---- | --------- |
| 1992 | 928       |
| 2001 | 1.046     |
| 2012 | 874       |